# 安德烈亞·佩塔納
安祖亞·比達拿（義大利語：Andrea Petagna；1995年6月30日—）是一位意大利足球運動員。在場上的位置是前鋒。目前效力于意甲球隊蒙扎。他曾代表意大利國家足球隊參賽。

## 外部連結
- Soccerway資料庫：安德烈亞·佩塔納